# المعهد الفرنسي بالمنيرة
المعهد الفرنسي بالمنيرة أو ما يعرف سابقا المركز الثقافي الفرنسي بالقاهرة هو معهد فرنسي تعليمي يقع بالقاهرة بمنطقة المنيرة تأسس عام 1996، واختار مبنى المدرسة الفرنسية للحقوق سابقاً بحى المنيرة مقر له، وله فرع بشارع شفيق الديب بمصر الجديدة، وأيضاً فرع في الإسكندرية وبيقدم انشطة ثقافية وعلمية مختلفة ومتنوعة مثل كورسات اللغة الفرنسية والهدف منها نشر اللغة الفرنسية وثقافتها وتواصل الحوار بين الثقافتين المصرية والفرنسية وتبادلهما والذين بيدرسوا الكورسات بيكونوا يا اما فرنسيين أو عرب دارسين اللغة الفرنسية على اعلى مستوى وأيضاً بيعمل دورات لتعليم اللغة العربية للاجانب وفيه قسم تعليم اللغة العربية المعاصرة وفيه مكتبة هايلة بتضم الكثير من المؤلفات، والمجلات، والشرائط السمعية، والفيديو والأقراص المدمجة والDVD هذا غير قسم الترجمة والذي اصدر الكثير من الكتب المترجمة بالإضافة إلى قاعتان كبيرتان للعرض وساحتان للمعارض، برنامج ثقافى وفنى في مجال الفن المرئى: فنون تشكيلية، تصوير فوتوغرافى، سينما، فنون مسرحية: مسرح، موسيقى.

## قسم الترجمة التابع للمركز الثقافي الفرنسي بمصر
قسم الترجمة (DTI) التابع للمركز الفرنسى للثقافة والتعاون (CFCC) بسفارة فرنسا بجمهورية مصر العربية يعمل أساساً على تشجيع نشر أعمال فرنسية مترجمة إلى العربية بالتعاون مع الناشرين المصريين. تحول هذا النشاط الذي بدأ في منتصف الثمانينيات، عام 1990، إلى مشروع «طه حسين» وهو برنامجلمساعدة النشر تقوم بتمويله إدارة الكتابة والمكتبات بوزارة الخارجية الفرنسية. وبالإضافة إلى ذلك، يعتمد هذا النشاط على دعم الترجمة المقدم منقبل إدارة الكتاب والقراءة بوزارة الثقافة والاتصال الفرنسية.
ويقدم قسم الترجمة كل عام إصداراته في جناح تبلغ مساحته 12 متراً داخل السراى الفرنسى في معرض القاهرة الدولى للكتاب. كما يقوم بتنظيم وإحياء سلسلة منالندوات واللقاءات الأدبية والمهنية ونقاش الأفكار، تضم كتاباً، ومترجمين، وناشرين من فرنسا، ومصر، والعالم العربي.
وقد ساهم قسم الترجمة حتى الآن في إصدار ما يقرب من مائتى كتاب فرنسى مترجمإلى اللغة العربية، وخمسة عشر مؤلفاً عربياً مترجماً إلى الفرنسية. كم اساهم في تدريب عدد كبير من المترجمين. ويرد ضمن أحدثالإصدارات: الجزء الأخير من «البحث عن الزمن المفقود» تأليف مارسيلبروست، «الزمن المستعاد» (جاليمار Gallimard 1992)، «الجسد والجمال» تأليفجان ميزونوف (بوف PUF 1999)، ما المجتمع؟ المجلد الثالث من جامعة كلالمعارف تحت إشراف إيف ميشو (أوديل جاكوب Odile Jacob 2000)، ما التكنولوجيا؟ المجلد الخامس من جامعة كل المعارف تحت إشراف إيف ميشو (أوديل جاكوب Odile Jacob 2001)، «المسألة الفلسطينية، الكتاب الأول: 1799-1914، اختراع الأرض المقدسة، أوروبا تصوغ العالم وشرق آخذ بالتحول» المجلد الأول، تأليف هنرى لورنس (فايار Fayard 1999)، «الأدب والالتزام منباسكال إلى سارتر» تأليف بينوا دونى (بوان سوى Points Seuil 2000)، «السياسة في الشرق القديم» تأليف إيف شميل (برس دى سيانس بوليتك Presses de Sciences Politiques 2001)، خمسون عاماً من السينما الفرنسية تأليفرينيه بريدال (ناتان Nathan 1996)، رحلة في آخر الليل تأليف سيلين (جاليمار Gallimard 1995).
وقدتعاون قسم الترجمة منذ إنشائه في نهاية الثمانينيات مع ما يزيد عن خمسين مترجماً من الفرنسية إلى العربية (والغالبية العظمى من المصريين) وأكثر منخمسة عشر ناشر مصري. وقد حصل عدد لا بأس به من المترجمين المصريين على منحفى الترجمة من المركز القومى للكتاب بوزارة الثقافة الفرنسية CNL.
ينظم قسم الترجمة منذ عام 2003، دورة تدريبية للمترجمين وذلك بالتعاون مع كل من المدرسة الدولية للترجمة الأدبية (CITL) بآرل ووزارة الثقافة المصرية. وتضم هذه الدورة أربعة مترجمين عرب وأربعة مترجمين فرنسيين. يقوم أستاذعربى بتدريب الحاصلين على هذه المنحة لمدة أسبوعين في آرل، كما يقومأستاذ فرنسى بتدريبهم لمدة أسبوعين في القاهرة.
وفي عام 2004، قام قسم الترجمة بتنظيم دورة تدريبية ضمت أربعة مترجمين فرنسيين ومترجمين مصريين (وكان من المتوقع حضور مترجم سوري وآخر مغربي لإضفاءالطابع الإقليمى على الدورة إلا أنهما لم يتمكنا من الحضور). وكان ثمرة هذا العمل بالقاهرة ترجمة جماعية لجزء من رواية أحمد العايدى بعنوان "أن تكون عباس العبد" (ميريت 2004). وقد قام قسم الترجمة باقتراح هذا العملالجماعى على "مجلة الدراسات الفلسطينية Revue d’Etudes palestiniennes) التي يديرها فاروق مردم بك والذي وافق على نشره في يناير 2006، كما وعدبنشر ترجمة الرواية بالكامل ضمن مجموعة سندباد أكت سود التي يقوم أيضاًبإدارتها، مما يعتبر تكليلاً لنجاح هذه الدورة. ومنذ عام 2005، أخذت سفارة فرنسا ببيروت على عاتقها تنظيم هذه الدورة التي ظل يشارك فيها متدرب مصرى يقوم قسم الترجمة بترشيحه. ويأتى هذا التحول في إطار خطة الترجمة Plan Traduire التي وضعتها وزارة الخارجية الفرنسية والتي تهدف إلى تشجيع حركة الترجمة الخاصة بالأعمال الفرنسية في خمس كتللغوية في العالم. وفيما يتعلق بالمنطقة العربية، يتم توزيع المهام كما يلى: عُهد إلى سفارة فرنسا ببيروت مهمة إنجاز قاعدة البيانات التي من شأنهاإحصاء وحصر جميع الترجمات العربية للأعمال الفرنسية التي تمت في العالمالعربى منذ عشرين عاماً (انظر www.tradarabe.org)، كما عهد إلى سفارة فرنسا بالقاهرة (قسم الترجمة التابع للمركز الفرنسى للثقافة والتعاون) الإشراف على ترجمة مقالات "مجلة المجلات" (La revue des revues) التي تهدفإلى ترويج الفكر الفرنسى حول قضايا الساعة ونقاش الأفكار. وسوف يتم بث هذهالمقالات على موقع جمعية نشر الفكر الفرنسى الخاص بوزارة الخارجية الفرنسية من خلال شبكة الإنترنت.

## مراكز ثقافية فرنسية في مصر
- المركز الثقافى الفرنسي بالإسكندرية
- المركز الثقافي الفرنسي مصر الجديدة